# Warren Scripps Booth
Pour les articles homonymes, voir Scripps.
Warren Scripps Booth (1894-1987) était un patron de presse et homme d'affaires américain, qui fut l'un des dirigeants de l'Empire de presse Scripps-Howard.

## Biographie
Née en 1894, il était l'un des cinq enfants d'Ellen Scripps (1863-1948), appelée aussi "Ellen Scripps Booth", philanthrope, mécène et femme d'affaires américaine, qui en 1887 avait épousé George G. Booth (1864 – 1949), cofondateur du groupe Booth Newspapers, une chaîne de journaux couvrant la partie sud de l'État du Michigan
Il était le petit-fils de James Edmund Scripps (1835 – 1906), le fondateur du quotidien The Detroit News et de l'empire de presse de la famille Scripps, le groupe E. W. Scripps Company. 